# Репина, Тамара Александровна
Тама́ра Алекса́ндровна Ре́пина (род. 1927) — советский и российский лингвист, доктор филологических наук, профессор, специалист по румынскому языку и литературе.

## Биография
Родилась в 1927 году в Ленинграде. Окончила французское отделение кафедры романской филологии ЛГУ. В 1954 году защитила кандидатскую (руководитель — Е. А. Реферовская), а в 1973 году — докторскую диссертацию.
После окончания аспирантуры работала по распределению в Свердловском педагогическом институте иностранных языков в должности старшего преподавателя. В 1957 году вернулась в Ленинград. Стояла у истоков румынского отделения, созданного в том же году на кафедре романской филологии ЛГУ.
Заведующая румынским отделением кафедры романской филологии (1963—1984, 1994—2004), заведующая кафедрой романской филологии (1983—1993). Член Петербургского лингвистического общества. Ответственный секретарь Общества советско-румынской дружбы. Заслуженный работник высшей школы Российской Федерации (1999).

## Признание
Награждена медалью «За трудовую доблесть».